# 서울역사아카이브
서울역사아카이브는 서울의 장소와 역사와 기억을 기록하고, 보존하기 위해 서울특별시 산하 서울역사박물관에서 제작한 웹사이트이다.

## 서울사진아카이브

### 서울시정사진
2006년 1월, 서울역사박물관은 서울시 언론담당관으로부터 1957년부터 1995년까지의 시정 활동 사진을 담은 원본 필름 58만 여컷을 이관 받아 디지털화하였다.

### 근현대서울사진
역사박물관에서 소장하고 있는 근현대 서적 및 사진첩 등 50여 개 유물에서 발췌한 근현대 사진들을 담고 있다. 1904년부터 1950년까지의 서울과 주변 지역의 다양한 생활상이 수록되었다. 일제강점기 자료 중 대부분은 일본인 사진사들에 의해 촬영된 것으로, 당시 한국인의 생활 상과 풍속을 다루고 있다.

## 서울생활문화자료조사
도시화 과정 속 서울의 특징적 공간과 시민들의 삶을 글과 사진, 영상 등의 매체를 활용하여 기록하고 이를 디지털화하는 사업이다. 역사학, 인류학, 사회학, 지리학, 건축학 전문 기관과의 협업을 통해 추진했다. 2007년 보광동을 시작으로 가재울, 북아현, 길음, 돈의문, 왕십리 등 뉴타운 대상지에 대한 조사했다. 서울의 산업화 및 도시화 과정을 함축적으로 보여주는 이태원, 명동, 104마을, 남대문시장, 가리봉동 등을 다루고 있다.

## 서울지도
역사박물관은 서울의 장소와 역사와 기억을 함축적으로 보여주는 1,000여건의지도 유물을 이 사이트를 통해 공개하였다. 지도를 통해 조선 600년의 수도 한양에서 현재의 서울까지 거리와 관공서, 주요 건물 등의 변화 상을 관찰할 수 있다.